# Derby principale di Mosca
Il Gran Derby di Mosca è il nome dato alle partite tra lo Spartak Mosca e il CSKA Mosca, la rivalità più importante del calcio russo. Le due squadre sono tra le più titolate nel calcio dell'ex Unione Sovietica e della Russia, con lo Spartak che vanta 22 titoli di campione e il CSKA 13.
La storia del derby risale al 1º giugno 1922, quando il CSKA, allora chiamato OLLS, e lo Spartak, noto come MKS, si affrontarono nella finale del campionato di Mosca in uno stadio neutro. Per anni, il derby Spartak-CSKA rimase in ombra rispetto ad altre rivalità più importanti, come i derby CSKA-Dynamo Mosca o il Spartak-Dynamo Kiev. Tuttavia, dopo il crollo dell'Unione Sovietica e la formazione della Federazione Russa, il derby moscovita è diventato centrale nel panorama calcistico nazionale. Oltre alla rivalità sportiva, anche la dimensione politica dei club è stata, in epoca sovietica, un elemento distintivo. La società sportiva CSKA Mosca era legata all'Armata Rossa, mentre lo Spartak non era affiliato ad alcun sindacato specifico della società sovietica, guadagnandosi il soprannome di "squadra del popolo".
I due grandi rivali di Mosca hanno disputato 189 partite ufficiali fino a luglio 2020, con 82 vittorie dello Spartak, 70 del CSKA e 37 pareggi.

## Storia

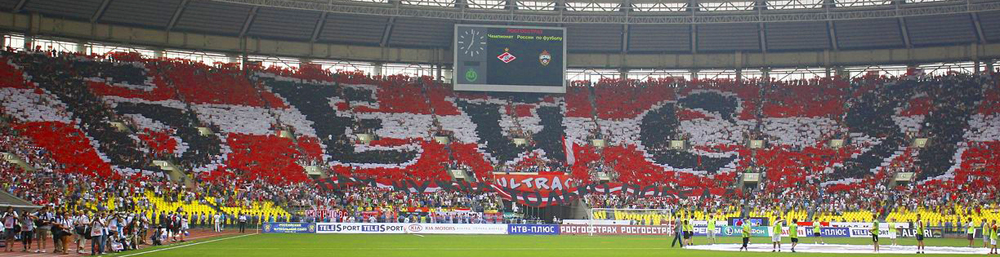
Coreografia del gruppo ultras dello Spartak, Fratria, prima di un derby contro il CSKA nel 2010.

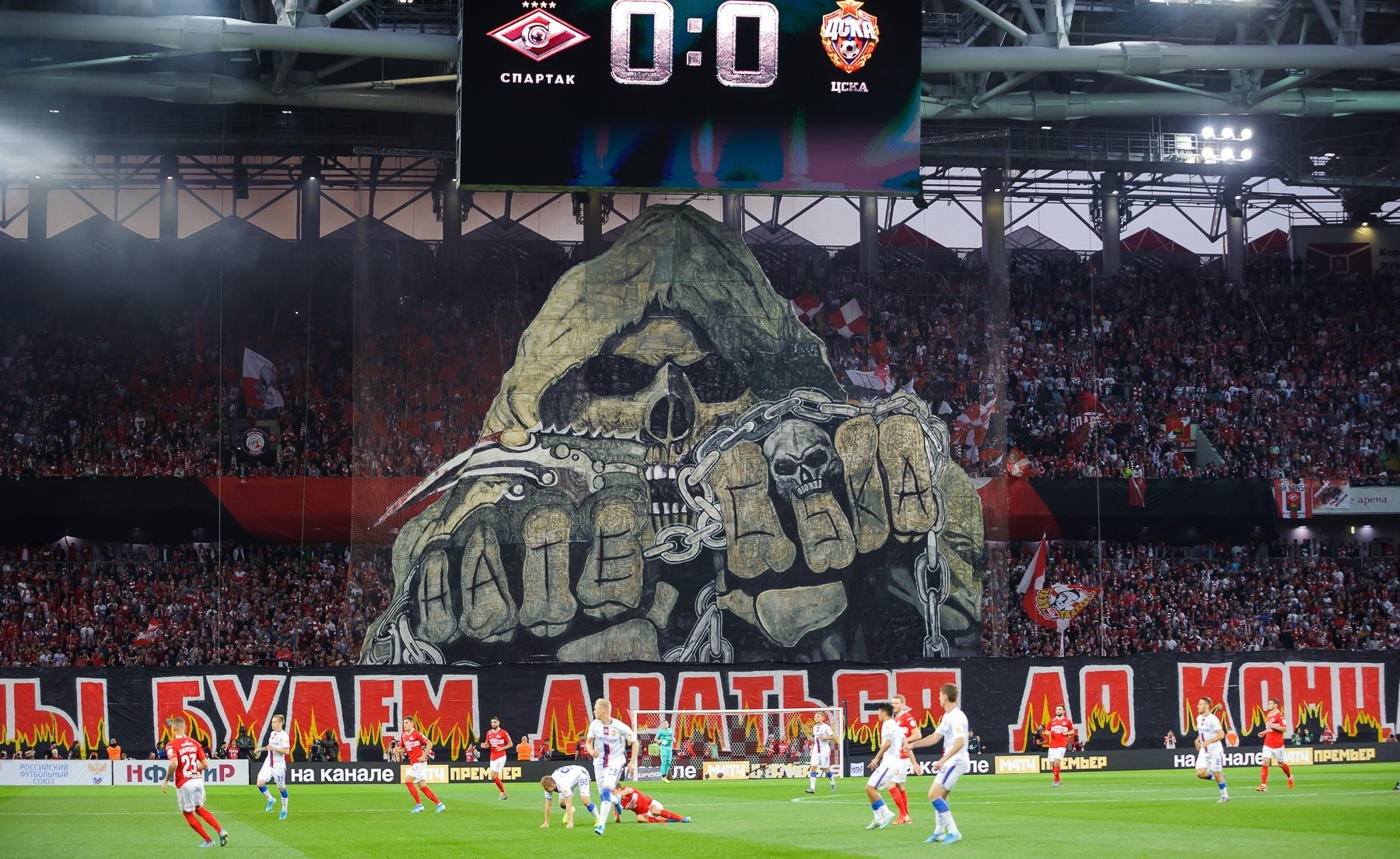
Coreografia del gruppo ultras dello Spartak, Fratria, prima di un derby contro il CSKA nel 2019.

Il CSKA Mosca fu fondato il 27 agosto 1911 come Società degli Amanti dello Sci (Общество любителей лыжного спорта, ОЛЛС; Obshchestvo lyubiteley lyzhnogo sporta, OLLS). Da parte sua, lo Spartak Mosca fu fondato il 18 aprile 1922 come Circolo Sportivo di Mosca (Московский кружок спорта, МКС; Moskovskiy kruzhok sporta, MKS).
Il primo derby tra Spartak e CSKA si tenne il 1º giugno 1922, quando l’OLLS affrontò l’MKS nella finale del campionato di Mosca in uno stadio neutro. Prima della finale, i due principali attaccanti dell’OLLS, Martinov e Chesnokov, si infortunarono, lasciando spazio al giovane Boris Dubinin e a Konstantin Tyulpanov. Il punteggio fu aperto da Savostyanov dell’OLLS, seguito da un altro gol di Tyulpanov. Alla fine del primo tempo, l’MKS accorciò le distanze con Ivan Artemyev. Dopo l’intervallo, l’OLLS segnò altri due gol, mentre Maslov dell’MKS mise a segno una rete nel finale. L’arbitro annullò quattro gol all’OLLS per fuorigioco, e l’MKS subì la sua prima sconfitta nella storia del club, per 4-2.
Nel 1928, l’OLLS cambiò nome in Club Sportivo della Casa Centrale dell’Armata Rossa, noto come CDKA (ЦДКА, TSDKA), legandosi ufficialmente all’Armata Rossa. Lo Spartak assunse la denominazione attuale il 19 aprile 1935, data considerata come la fondazione dell’attuale club.
Nel 1981, dopo una pesante sconfitta contro lo Spartak per 0-3 al Luzhniki, i giocatori del CSKA furono severamente puniti e inviati in un campo di addestramento militare, dove per due settimane furono trattati come soldati. Dopo questa preparazione, il CSKA vinse il derby successivo, giocato nel girone di ritorno, con un risultato di 0-2.